# Burning the Fields
Burning the Fields è il primo EP dei Fields of the Nephilim, pubblicato inizialmente nel 1985 dalla Tower Release.
Contiene le stesse tracce presenti nel demo della band Fields of the Nephilim e, ha la stessa immagine di copertina in tonalità rossa.
È stato, poi, ristampato nel 1987 dalla Jungle Records con la copertina in tonalità verde.
Anche in questa edizione l'ordine è errato: difatti, sul retro-copertina viene segnalata come prima traccia Trees Come Down ma, il disco si apre con Back in Gehenna.
Mentre, nella ristampa in CD del 1993 l'ordine è stato rispettato. In questa edizione, il ritratto al centro della copertina (disegnato dallo stesso McCoy) appare nei colori naturali, come nella compilation Laura (contenente lo stesso EP) uscita nel 1991. Tra l'altro, questa edizione limitata, è stata stampata con la cornice in tre diversi colori: rispettivamente rosso, verde, giallo.
Insieme al successivo EP Returning to Gehenna comporrà From Gehenna to Here del 2001.

## Tracce
1. Trees Come Down – 4:08
2. Back in Gehenna – 6:17
3. Darkçell – 6:42
4. Laura – 4:01

## Formazione
- Carl McCoy – voce
- Paul Wright – chitarra
- Tony Pettitt – basso
- Alexander "Nod" Wright – batteria
- Gary Wisker – sax